# Chapelle Notre-Dame de Moulins
La chapelle Notre-Dame est une ancienne chapelle catholique située à Moulins (Allier). Construite à la fin du XIXe siècle, elle desservait autrefois le pensionnat Notre-Dame où Coco Chanel fut pensionnaire pendant deux ans. Elle est désormais désaffectée et sert de salle de banquets et de conférences.

## Histoire
Au début du XVIIe siècle, les chanoinesses de Saint-Augustin de la Congrégation Notre-Dame (congrégation fondée en 1597 par la Bienheureuse Alix Le Clerc - Thérèse de Jésus - et saint Pierre Fourier en Lorraine) arrivent à Moulins pour ouvrir un pensionnat de jeunes filles. Elles font construire une nouvelle chapelle, terminée juste avant la guerre de 1870, selon les plans de l'architecte Amable Barnier, en style néoroman. Les vitraux de Louis-Victor Gesta de Toulouse sont posés en 1875. La chapelle est consacrée en 1876 par le fameux Mgr de Dreux-Brézé.
Le pensionnat ferme ses portes dans les années 1970 et laisse la place à un centre de formation de la Croix Rouge. Seul un petit panneau de bois, rue du Lycée, avec l'inscription « Pensionnat Notre-Dame », rappelle sa destination initiale. La chapelle quant à elle est vendue dans les années 2007-2008 avec l'accord de l'évêché de Moulins à l'hôtel de Paris de M. Philippe Boismenu, président de l’office de tourisme de Moulins et sa région, qui en fait une salle de conférences, de séminaires et de banquets. La crypte est transformée en spa avec hydrothérapie, sauna et hammam et salle de fitness en 2012.

## Architecture

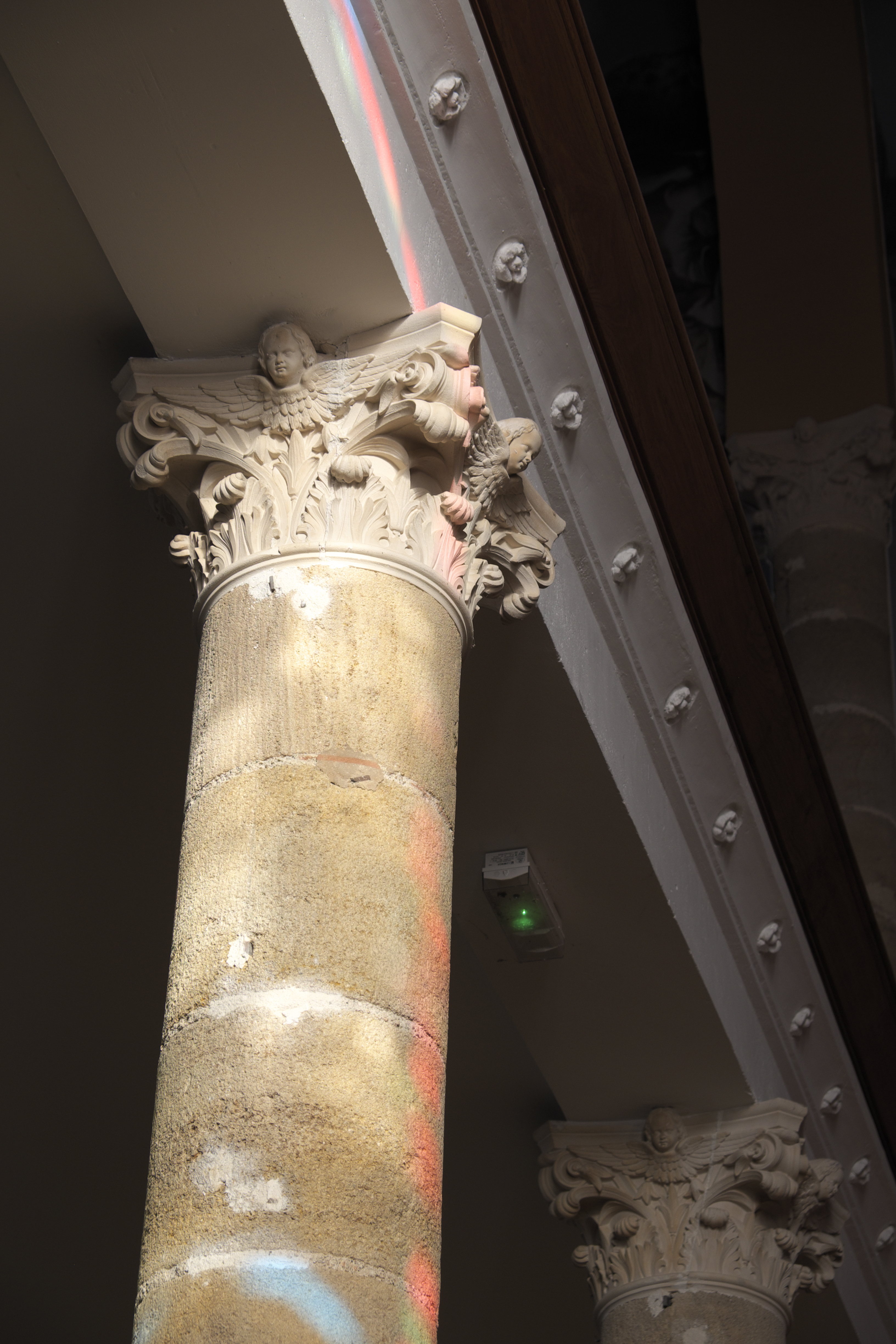
Colonne.

La façade Ouest est éclairée d'une rosace et de six fenêtres de plein cintre et surmontée d'un petit clocher. La nef possède trois travées et un transept dont les bras se terminent chacun par une chapelle. Le chœur présente cinq arcs et un déambulatoire. La nef est couverte d'une voûte en berceau avec de solides arcs en plein cintre qui sont soutenus par des demi-colonnes aux chapiteaux d'inspiration corinthienne. Sur le côté, des arcades rondes, qui reposent sur douze piliers, s'ouvrent pour former les bas-côtés. La tribune construite à l'ouest et est soutenue par des colonnes.

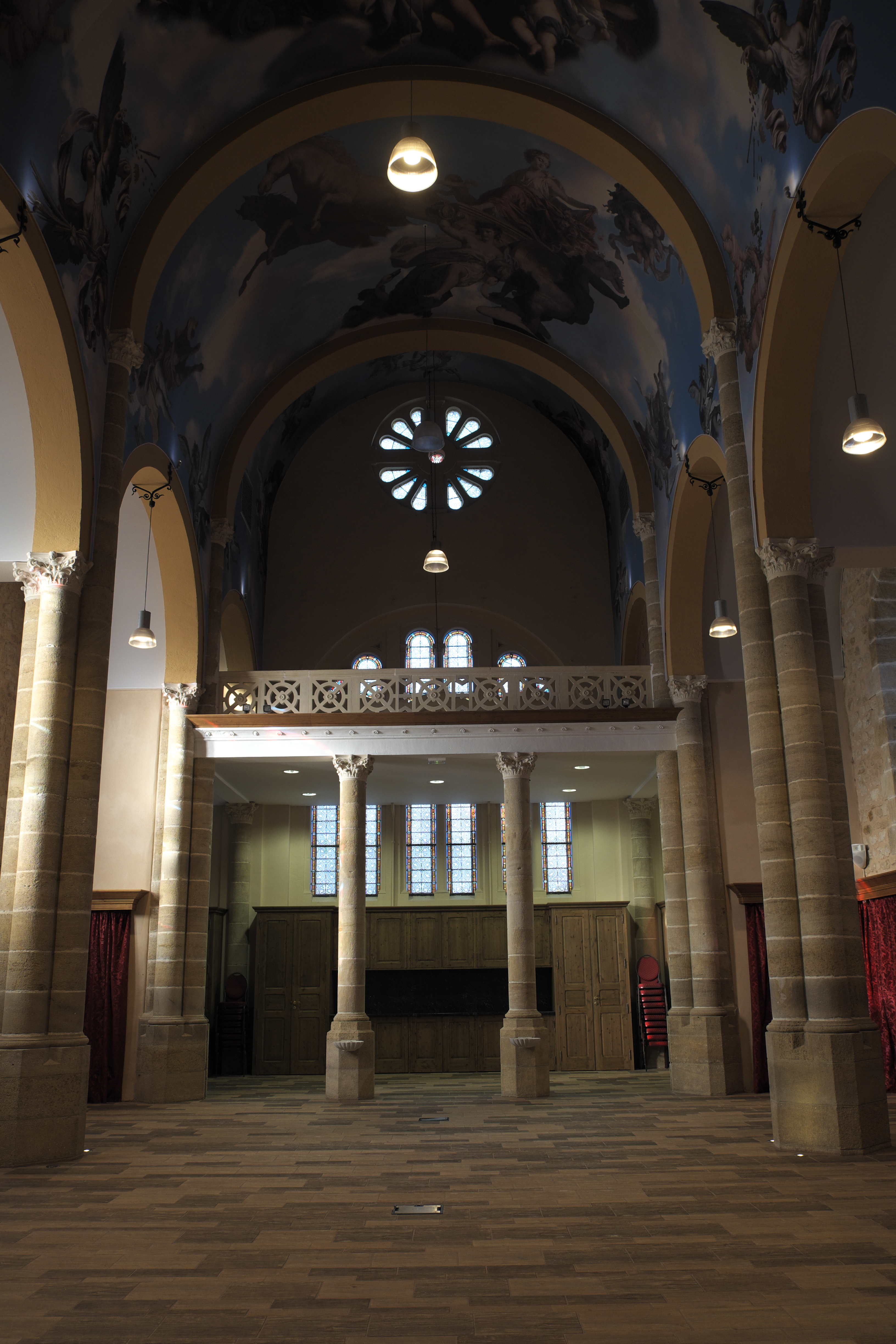
Intérieur, vue de la tribune.
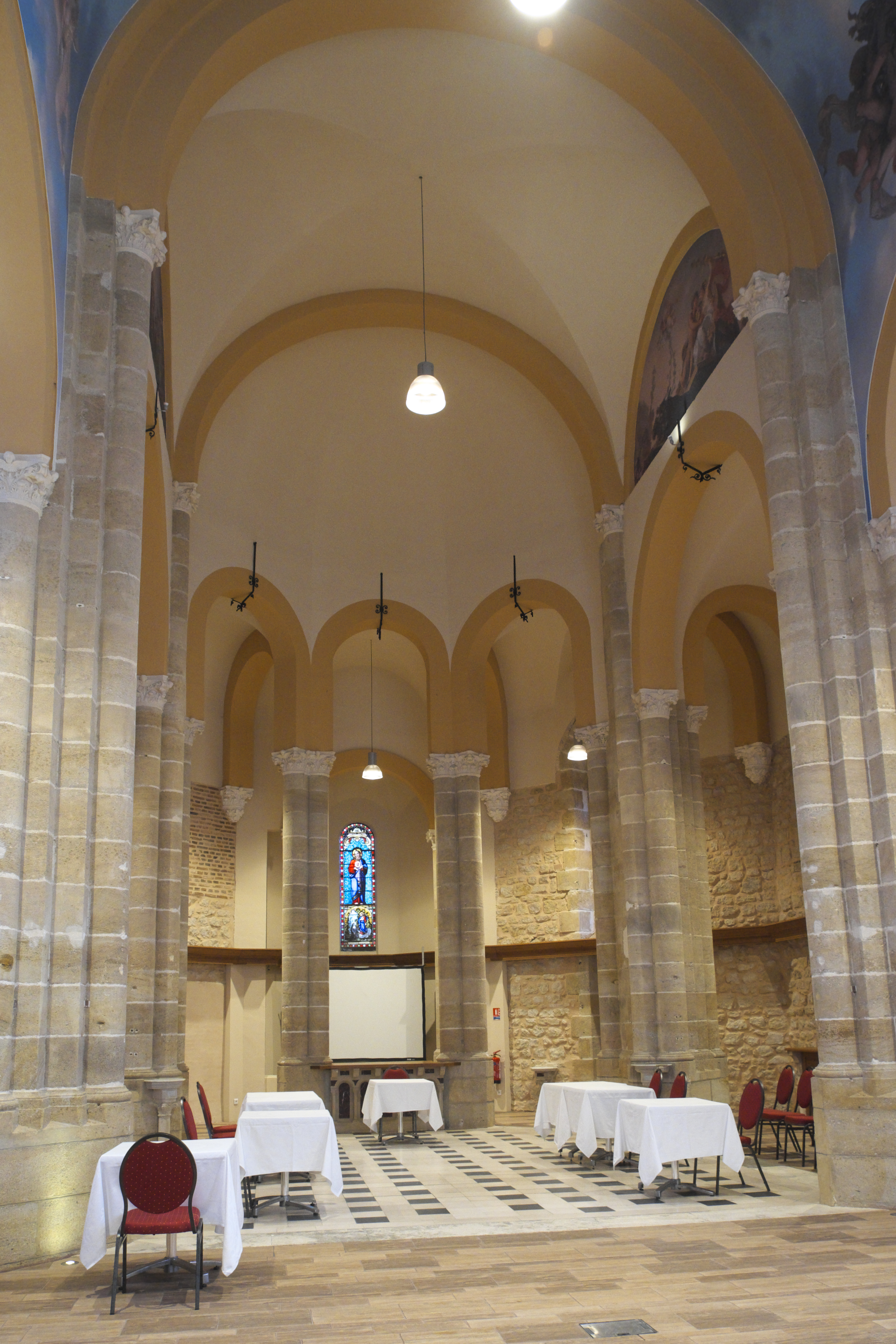
Chœur.
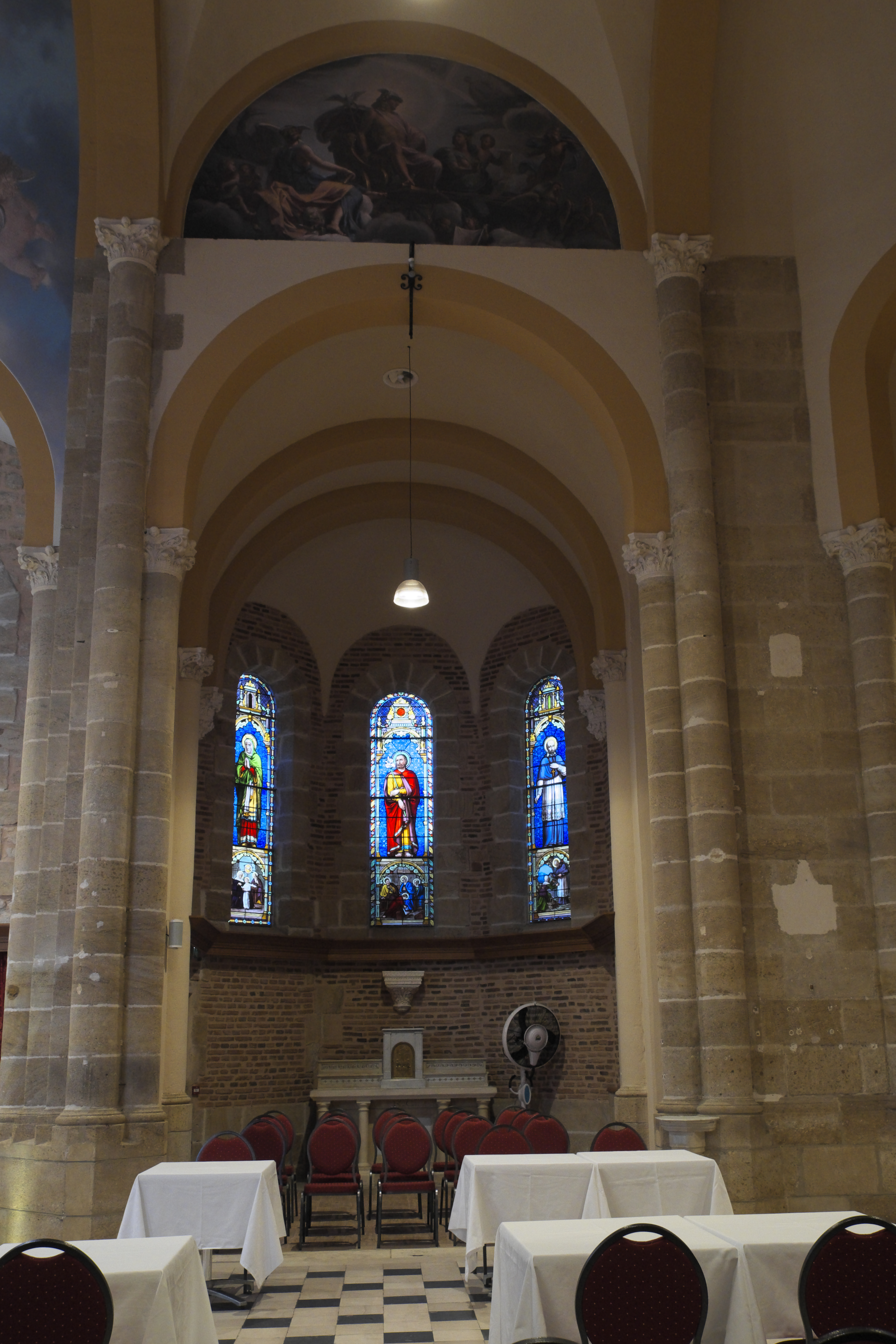
Bras sud du transept.

## Vitraux

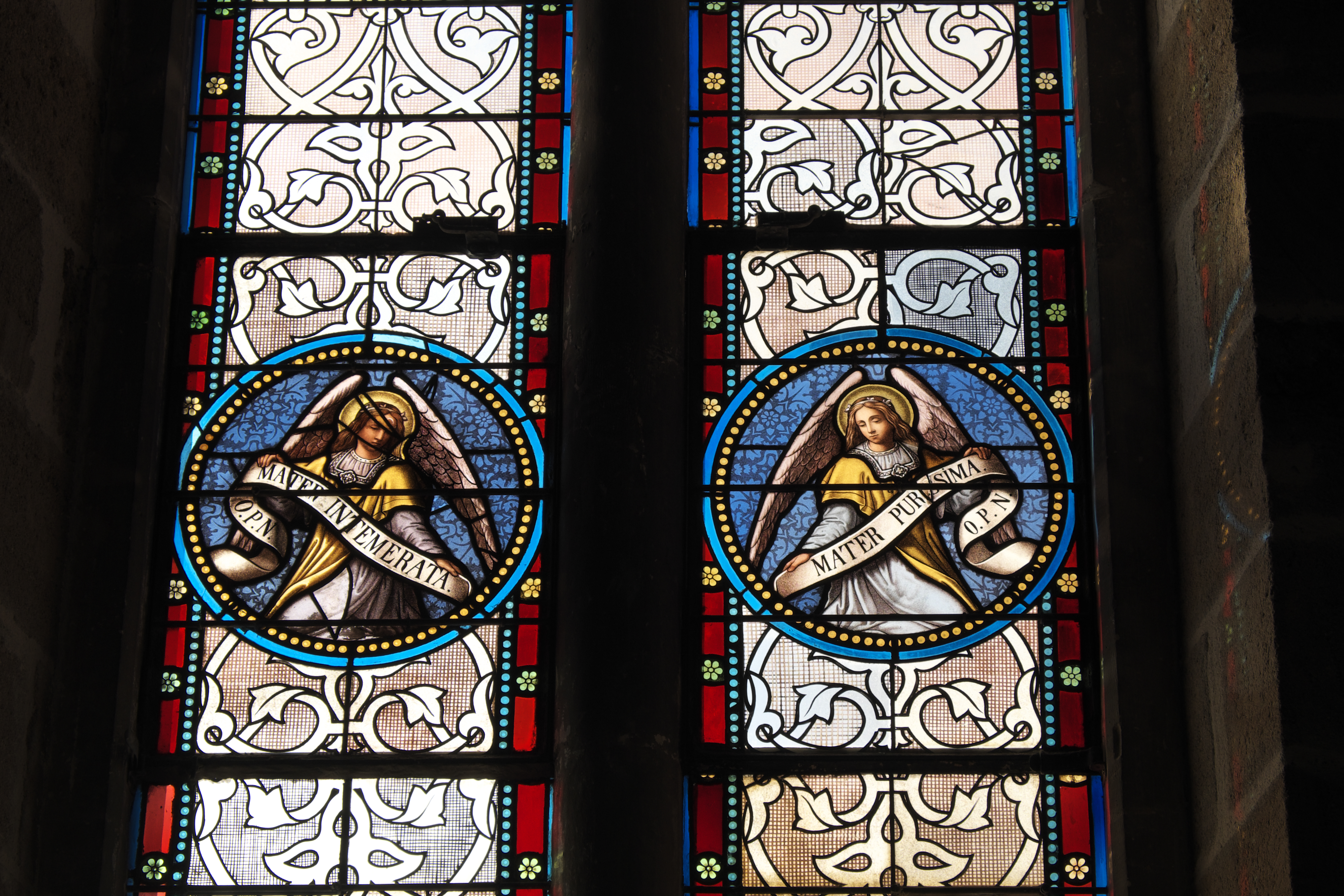
Anges avec phylactères.

Des anges sont figurés sur les vitraux de la nef, portant des phylactères. On peut y lire en latin les invocations à Marie que l'on récite dans les litanies („MATER ADMIRABILIS“, „ETERNAE MATER“, „MATER DIVINAE GRATIAE“, „MATER CHRISTI“, „MATER INTEMERATA“, „MATER PURISSIMA“, „MATER CASTISSIMA“, „MATER INVIOLATA“, „SANCTA MARIA“, „MATER SALVATORIS“, „MATER CREATORIS“, „SANCTA DEI GENITRIX“).
Sur les trois grandes baies du bras nord du transept, l'on peut voir sainte Anne, saint Joseph et saint François de Sales et sur les petits panneaux inférieurs : l'éducation de la Sainte Vierge, la Sainte Famille et saint François de Sales donnant l'aumône à une pauvre femme. Les fenêtres du bras sud du transept montrent les fondateurs de la congrégation, Alix Le Clerc et saint Pierre Fourier, ainsi que sainte Philomène, très en vogue à l'époque (depuis le curé d'Ars), saint Augustin et sa mère sainte Monique, ainsi que l'apôtre Pierre et sainte Euphrasie. 

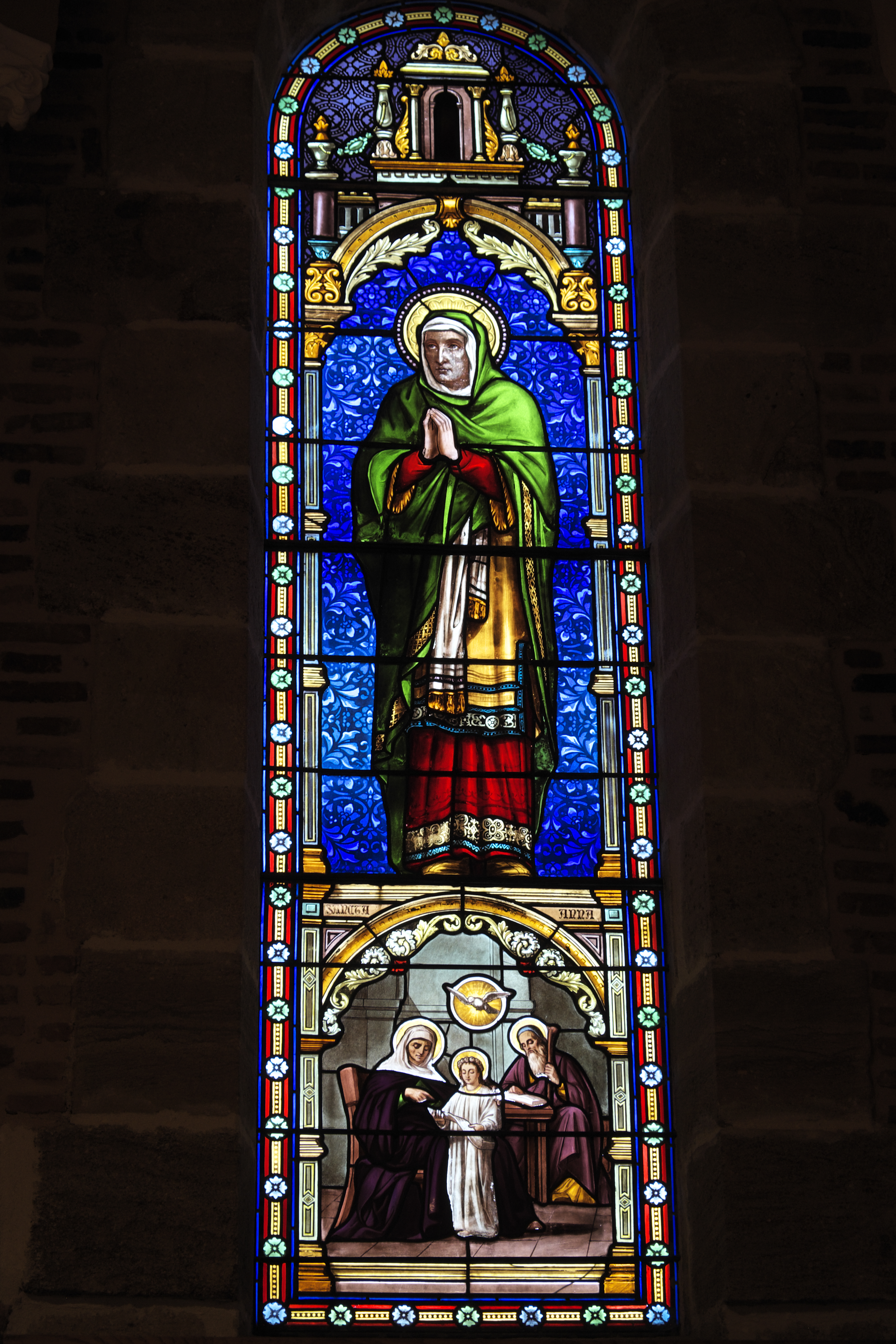
Sainte Anne.
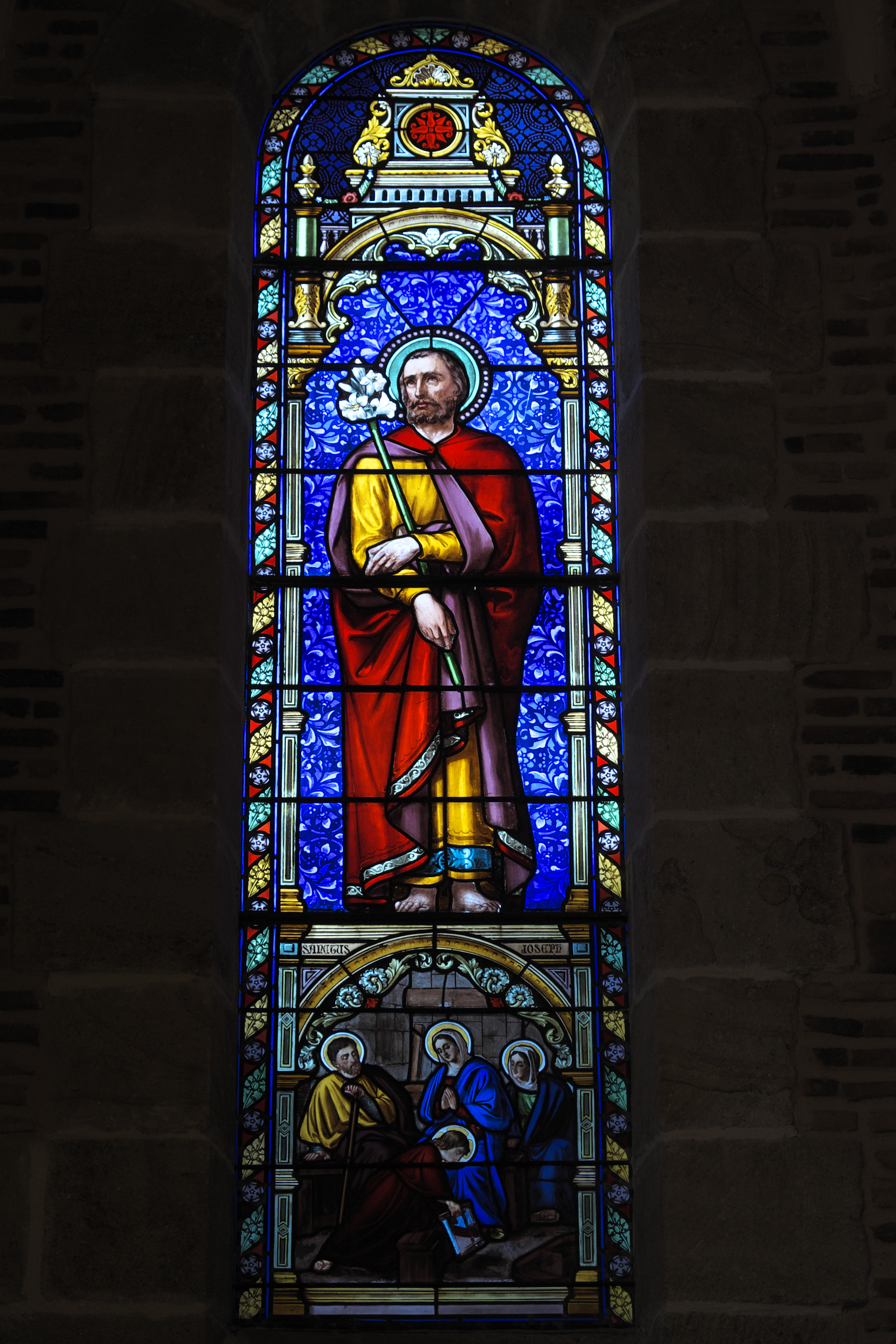
Saint Joseph.
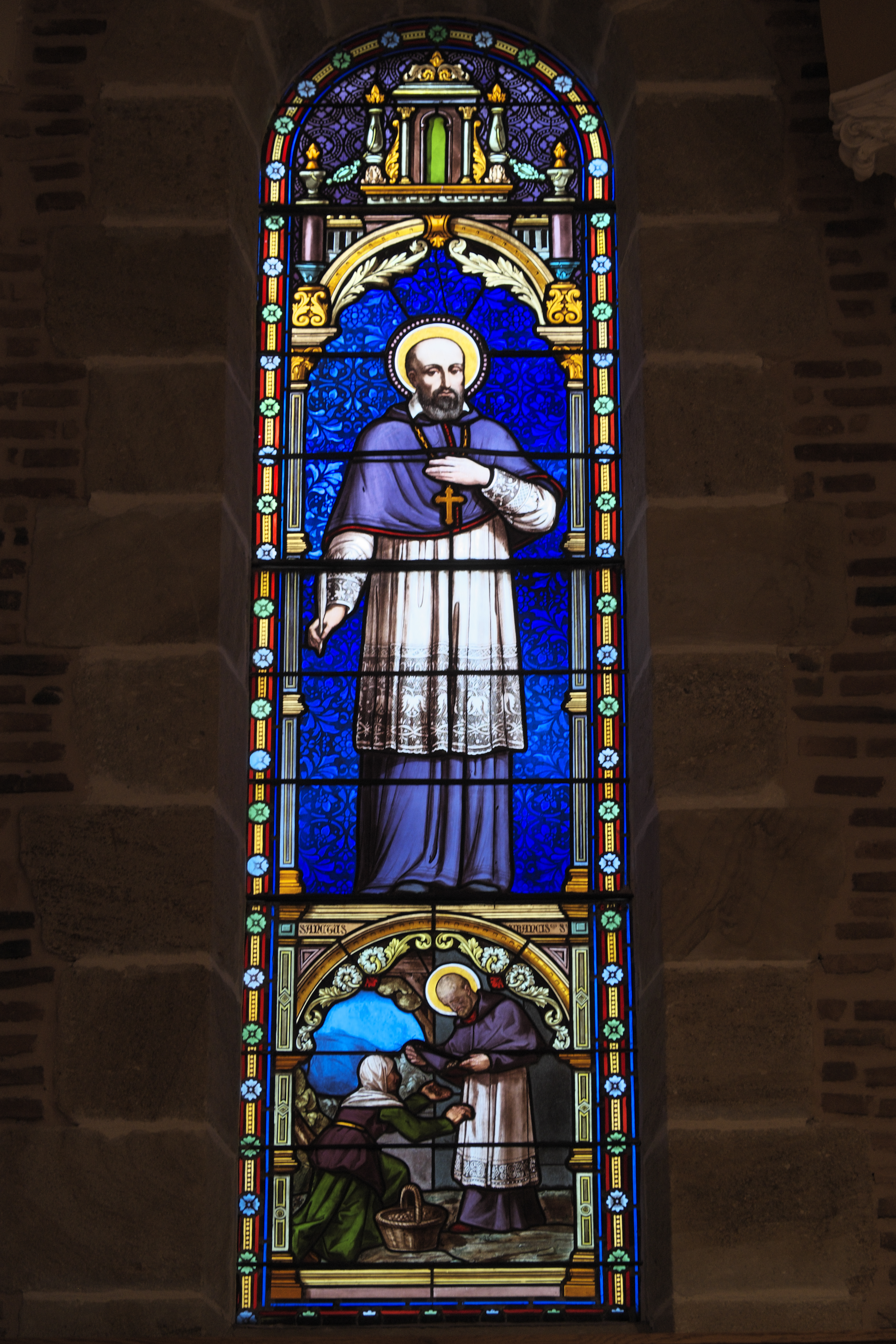
Saint François de Sales.

La baie centrale du chœur montre le Sacré-Cœur et les baies de côté sont consacrées à l'Annonciation, la Nativité, la Présentation de Jésus au Temple et à l'Assomption de la B.V.M. Les petites scènes inférieures décrivent la Présentation au Temple de Marie, l'Adoration des bergers, et la vision du Sacré-Cœur à Marguerite-Marie Alacoque. Sous la scène de la Présentation de Jésus au Temple, l'on remarque un bouquet de lys blancs avec deux colombes et sous l'Assomption de Marie une tombe vide d'où poussent des fleurs. Les deux baies de côté portent la signature du maître-verrier, Louis-Victor Gesta. 

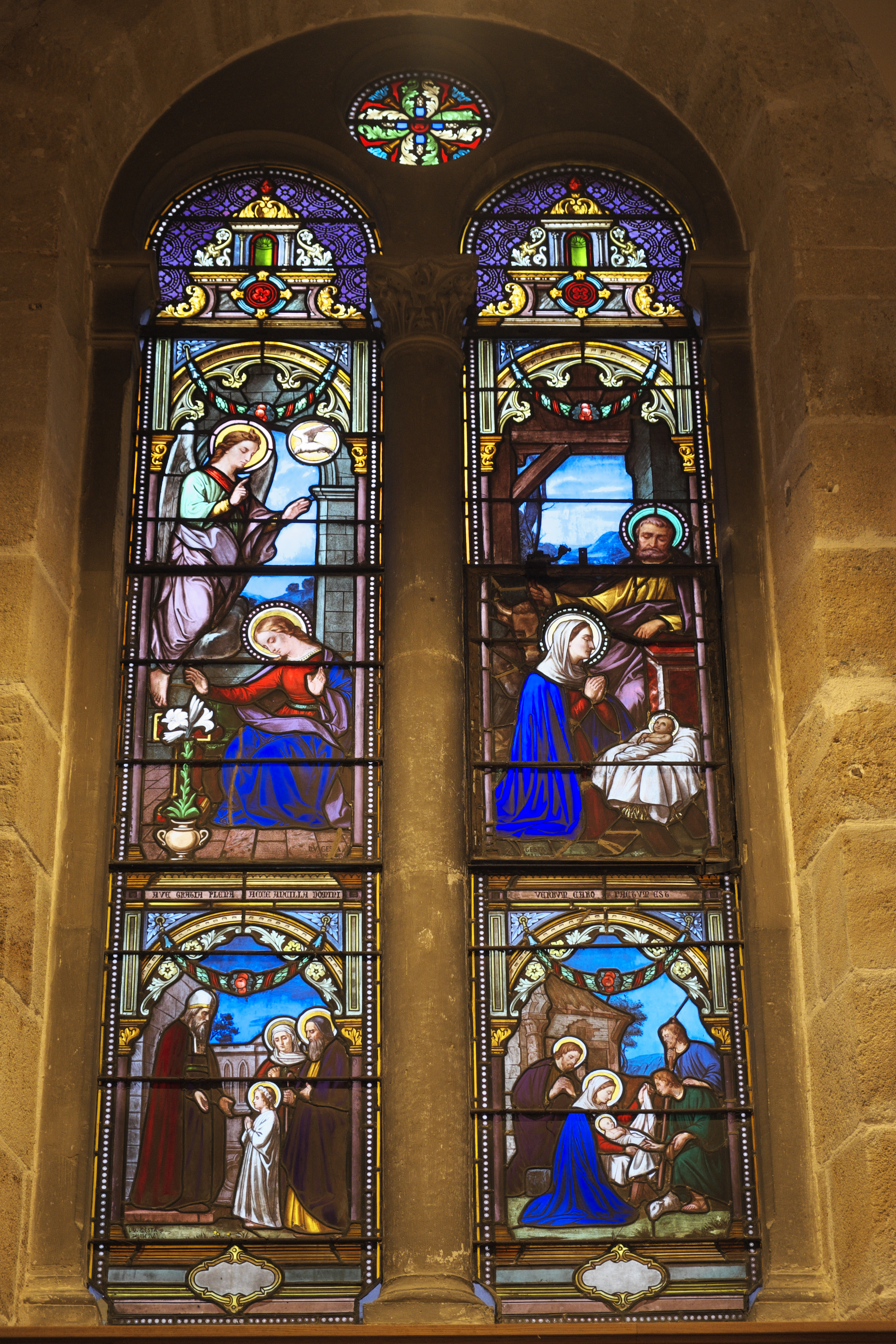
L'Annonciation et la Nativité du Christ.
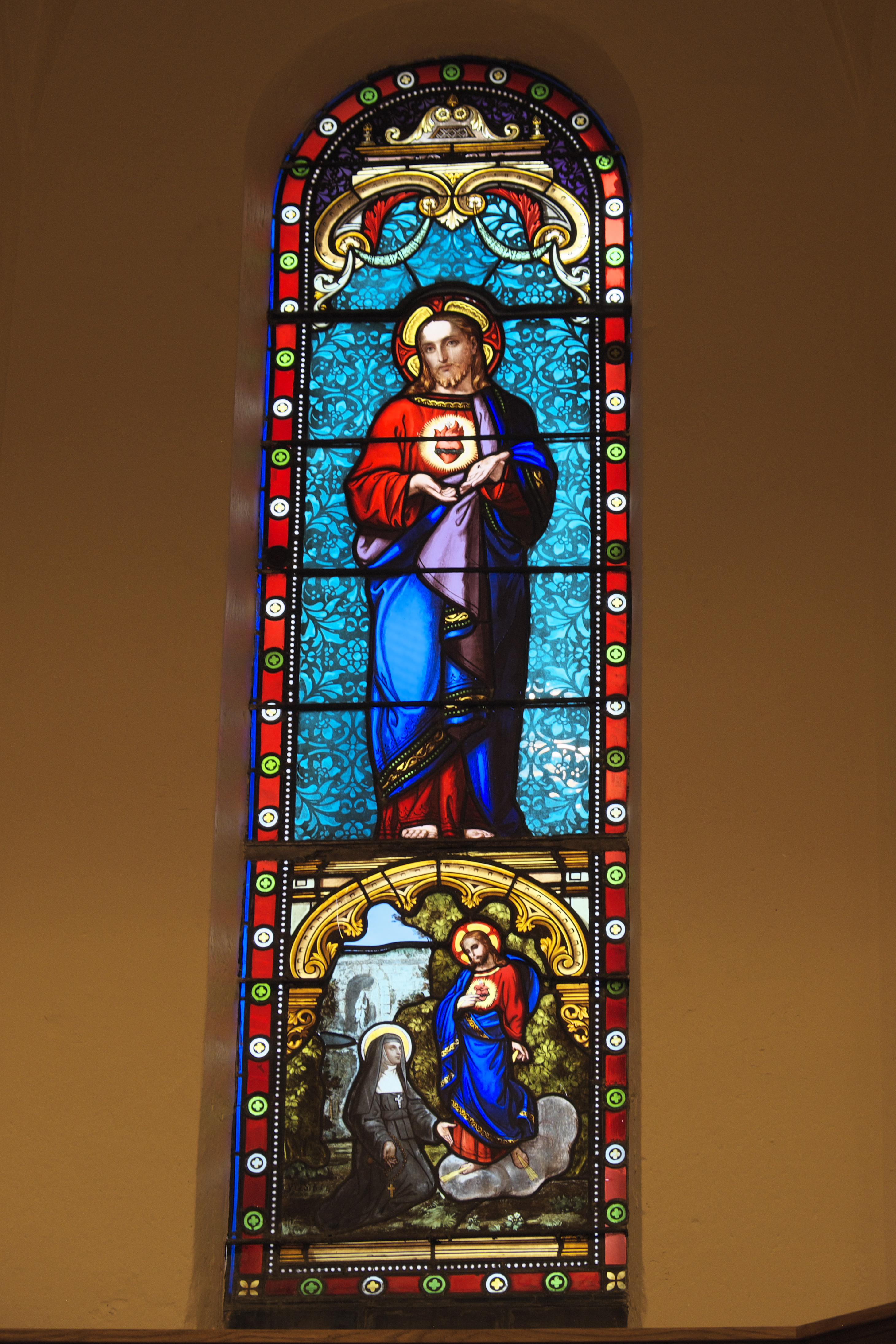
Le Sacré-Cœur.
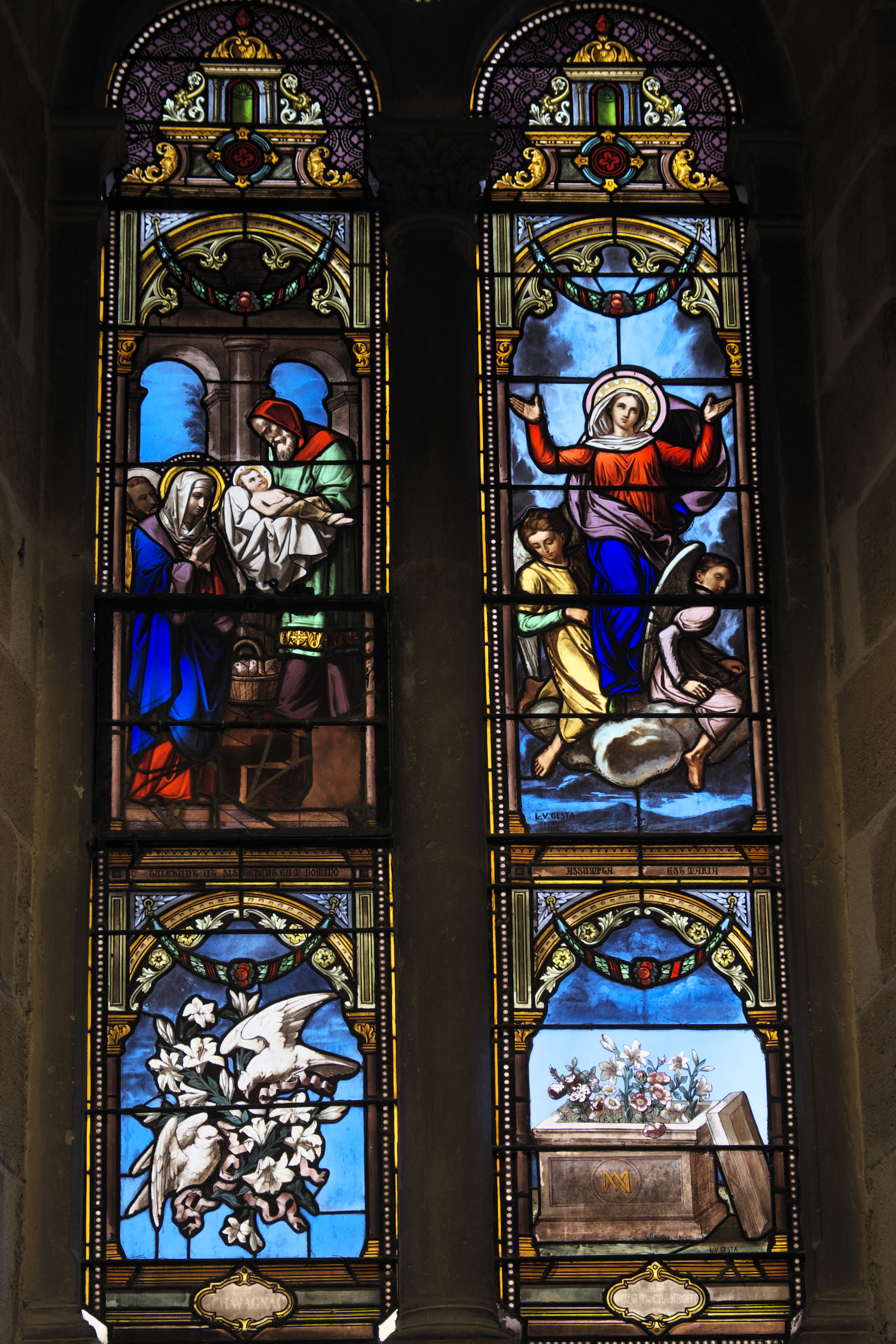
La Présentation de Jésus au Temple et l'Assomption.

## Fresques
Lorsque l'intérieur a été restauré, les fresques des voûtes ont été composées en style baroque, reprenant des thèmes non religieux. 

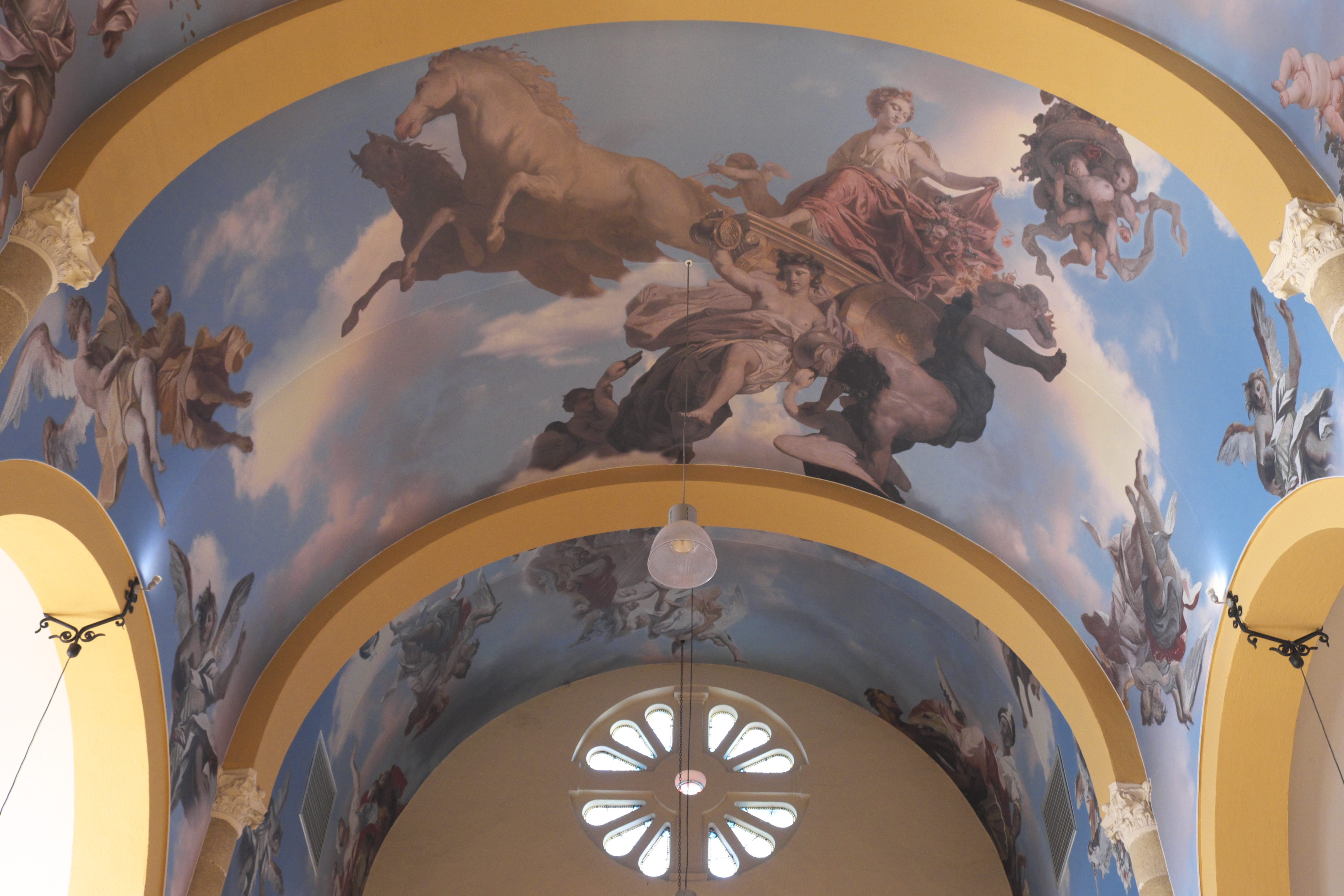
Fresque.
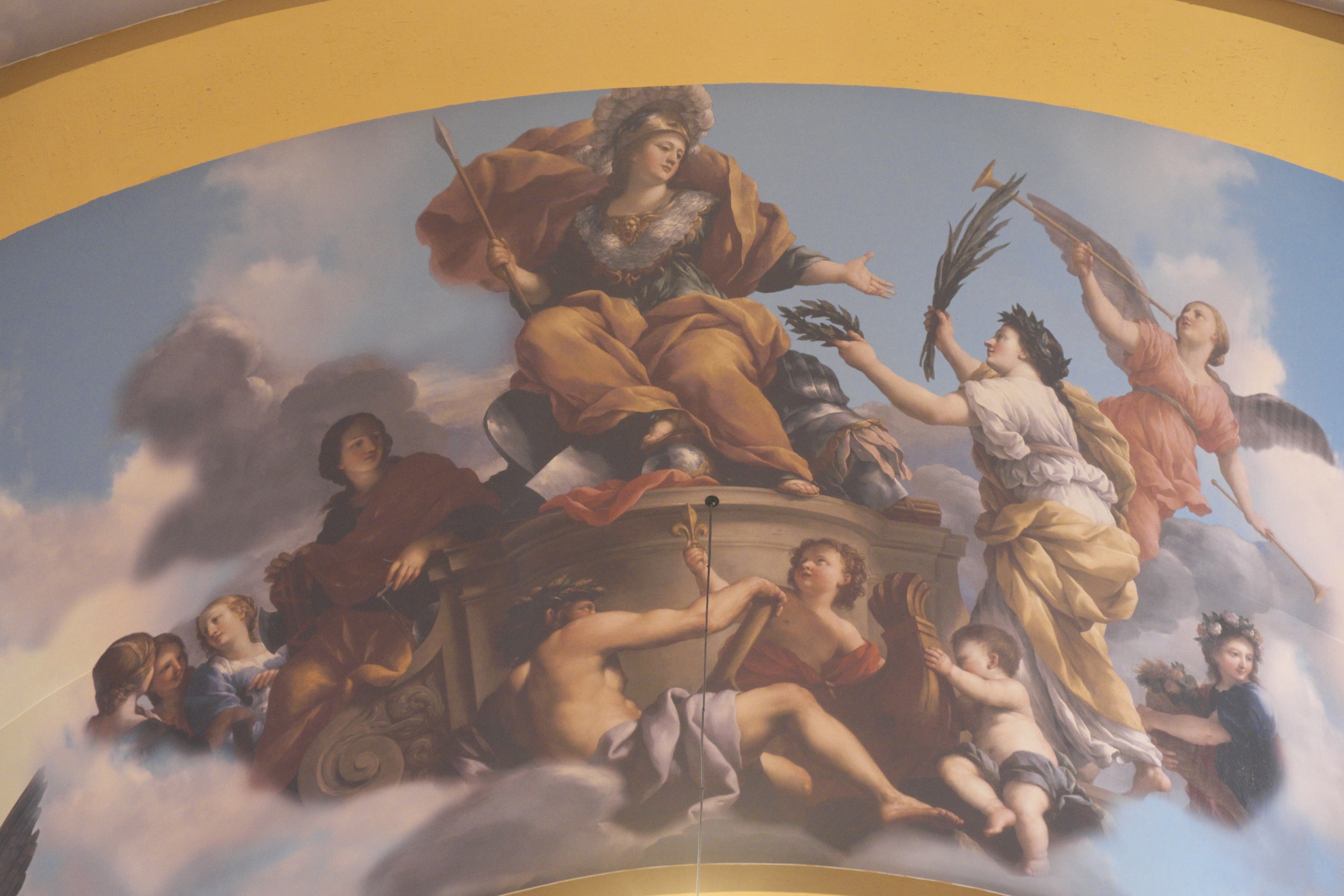
Fresque.
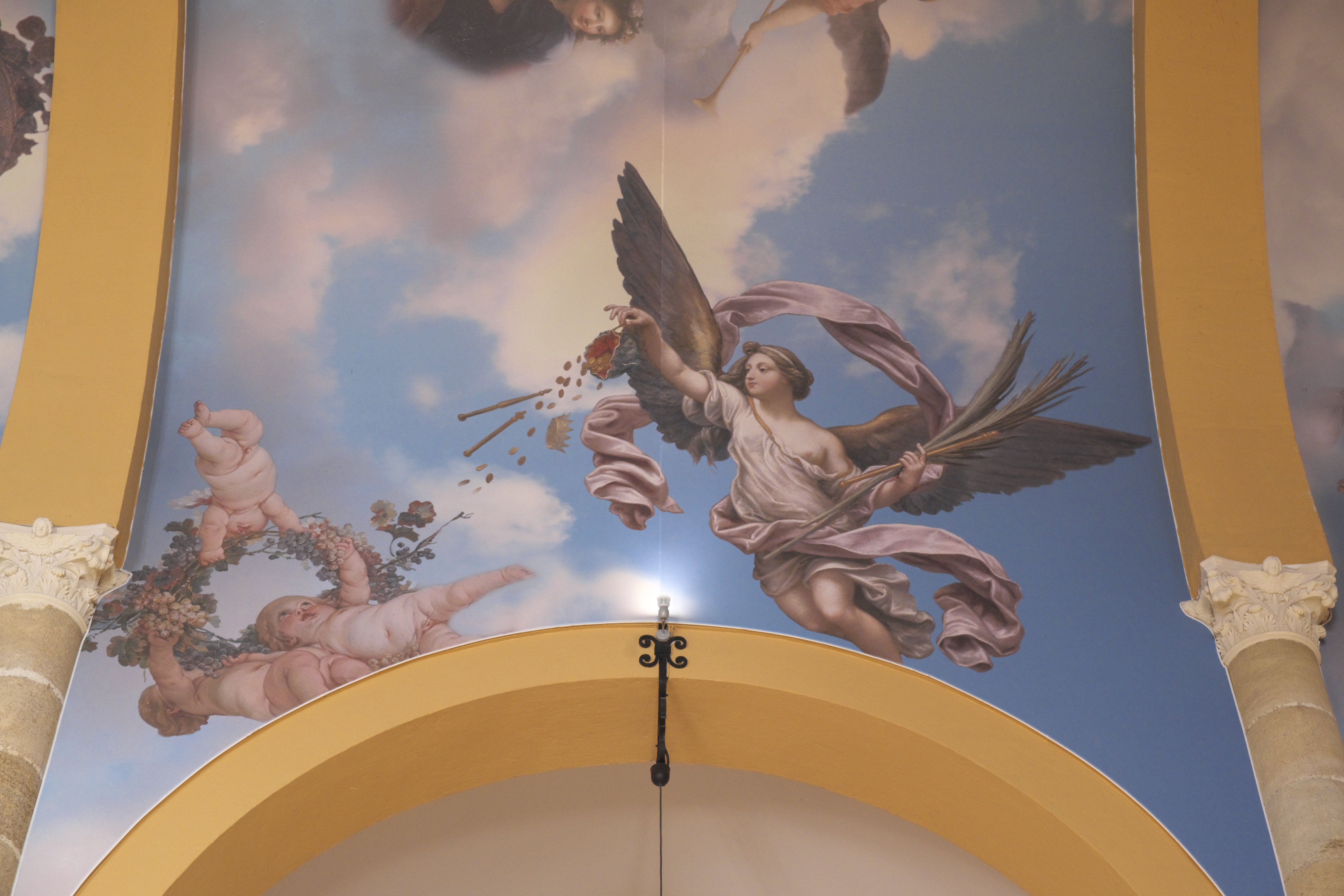
Fresque.